# HMS Oberon (1847)
La HMS Oberon fue una balandra de guerra a vapor de la Royal Navy que tuvo participación en la llamada Cuestión Christie, grave conflicto que llevó a la ruptura de relaciones diplomáticas entre el Imperio de Brasil y Gran Bretaña.

## Historia
Segundo buque de ese nombre en la marina británica, sloop de guerra con casco de hierro, 1055 toneladas de desplazamiento e impulsada por ruedas, el Oberon fue botado el 2 de enero de 1847.
Artillado con 4 cañones se incorporó al servicio el 27 de agosto de 1847 al mando del teniente comandante George Johnson Gardner, siendo destinada al Mar Mediterráneo.
Mantuvo esa asignación bajo el comando de los tenientes Robert Beazley Harvey (23 de octubre de 1850), John Osmond Freeland (7 de febrero de 1855) y John Milbourne Jackson (2 de junio de 1856).
El 7 de junio de 1858 asumió el mando el teniente comandante Frederick George Charles Paget, y la Oberon fue destinada a la estación naval británica en el Atlántico Sur.
Durante la Cuestión Christie, el 31 de marzo de 1861 arribó a Río Grande convoyando a la HMS Sheldrake que conducía al capitán Thomas Saumarez, del HMS Forte (51 cañones), para colaborar con el cónsul británico en Río Grande Henry Prendergast Vereker y presionar al gobierno brasileño encabezado en el estado de Rio Grande do Sul por Francisco de Assis Pereira Rocha.
Entre el 14 de noviembre de 1865 y el 10 de noviembre de 1866 sirvió bajo el mando del teniente Edmund Hope Verney en aguas de África Occidental.
En 1870 fue utilizado como blanco en pruebas de torpedos Whitehead. 
En 1874 resultó hundido durante pruebas de minas marinas. Reflotado, fue retirado el servicio en 1875 y vendido en 1880.